# Via dei Martiri
Via dei Martiri è un singolo del cantautore italiano Renato Zero, pubblicato nel 2000 come secondo estratto dall'album Tutti gli Zeri del Mondo.

## Descrizione
Via dei Martiri è stata composta da Renato Zero e Francesco Palmieri ed è una delle otto canzoni inedite inserite nell'album Tutti gli Zeri del Mondo. Estratta come secondo singolo, entrò in rotazione radiofonica il 22 maggio 2000, quattro giorni prima dell'uscita del disco. Venne presentata, inoltre, alle tappe di Napoli e Firenze del Festivalbar, trasmesse su Italia 1 rispettivamente il 30 maggio 2000 e il 20 giugno 2000. Di questo brano, venne realizzato anche un videoclip che andò in onda in anteprima su Canale 5 il 21 giugno 2000. La canzone non fu mai pubblicata su CD singolo vendibile al pubblico, ma solo su CD Single Promo (Radio Edit) destinato alle radio.

## Tracce
1. Via dei Martiri (Radio Edit) – 5:17